# 凯拉地区莫利讷
凯拉地区莫利讷（法語：Molines-en-Queyras）是法国上阿尔卑斯省的一个市镇，属于布里昂松区（Briançon）。该市镇的总面积为53.62平方公里，2009年时的人口为300人。
"凯拉"是这一地区附近自然保护区的名称。

## 人口
凯拉地区莫利讷人口变化图示
| 数据来源：INSEE |